# Балки (Харьковская область)
Балки (укр. Балки) — поселок, Петровский сельский совет, Красноградский район, Харьковская область.

## Географическое положение
Поселок Балки находится на расстоянии в 4 км от реки Берестовая, к посёлку примыкает село Петровка, на расстоянии в 1 км расположено село Поповка.

## История
- 1936 — дата основания.

В ходе Великой Отечественной войны в 1941 - 1943 гг. селение находилось под немецкой оккупацией.
По переписи 2001 года население составляло 466 человек.
Находившаяся в селении хлебная база № 80 в 2002 году была передана в ведение ГАК "Хлеб Украины" и в 2004 году - сдана в аренду, после чего прекратила функционирование.

## Экономика
- Свеклоприёмный пункт.
- Элеватор.
- Газопровод «Союз».

## Транспорт
Через посёлок проходит Южная железная дорога, станции Почтовая и Балки
.
На расстоянии в 4 км проходит автомобильная дорога Р-51.

## Достопримечательности
- Братская могила советских воинов.